# Rue Villedo
La rue Villedo est une rue du 1er arrondissement de Paris.

## Situation et accès
La rue Villedo est située entre la rue de Richelieu et la rue Sainte-Anne.
Le quartier est desservi par les lignes 7 et 14 à la station Pyramides.

## Origine du nom
La rue porte le nom de Michel Villedo qui urbanisa les terrains traversés par la rue, depuis 1655.

## Historique
Entre 1639 et 1641, Michel Villedo un maçon de la Creuse, achète des terrains situés aux 39 à 51, rue de Richelieu. Il les nivelle en arasant la réputée butte des Moulins, constituée par l'amoncellement des gravois, sous François Ier, lors des travaux de fortification de l'enceinte de Charles V. Puis il trace de nouvelles rues dont celle qui porte son nom. Il y construit des immeubles, et c'est dans l'un de ceux-ci qu'il mourut le 9 décembre 1667.
En 1914, un conseiller municipal propose de débaptiser la rue et de lui attribuer le nom de l’acteur Mounet-Sully.

## Bâtiments remarquables et lieux de mémoire
- No 3 : façade sur rue de la fin du XVIIIe siècle ; arcade cochère en plein cintre[3].
- No 13 : ancien hôtel de Villedo. Maison du XVIIe siècle ; appuis de fenêtre en fer forgé Louis XIV ; grande porte cochère en plein cintre[3].

## Galerie

Portes
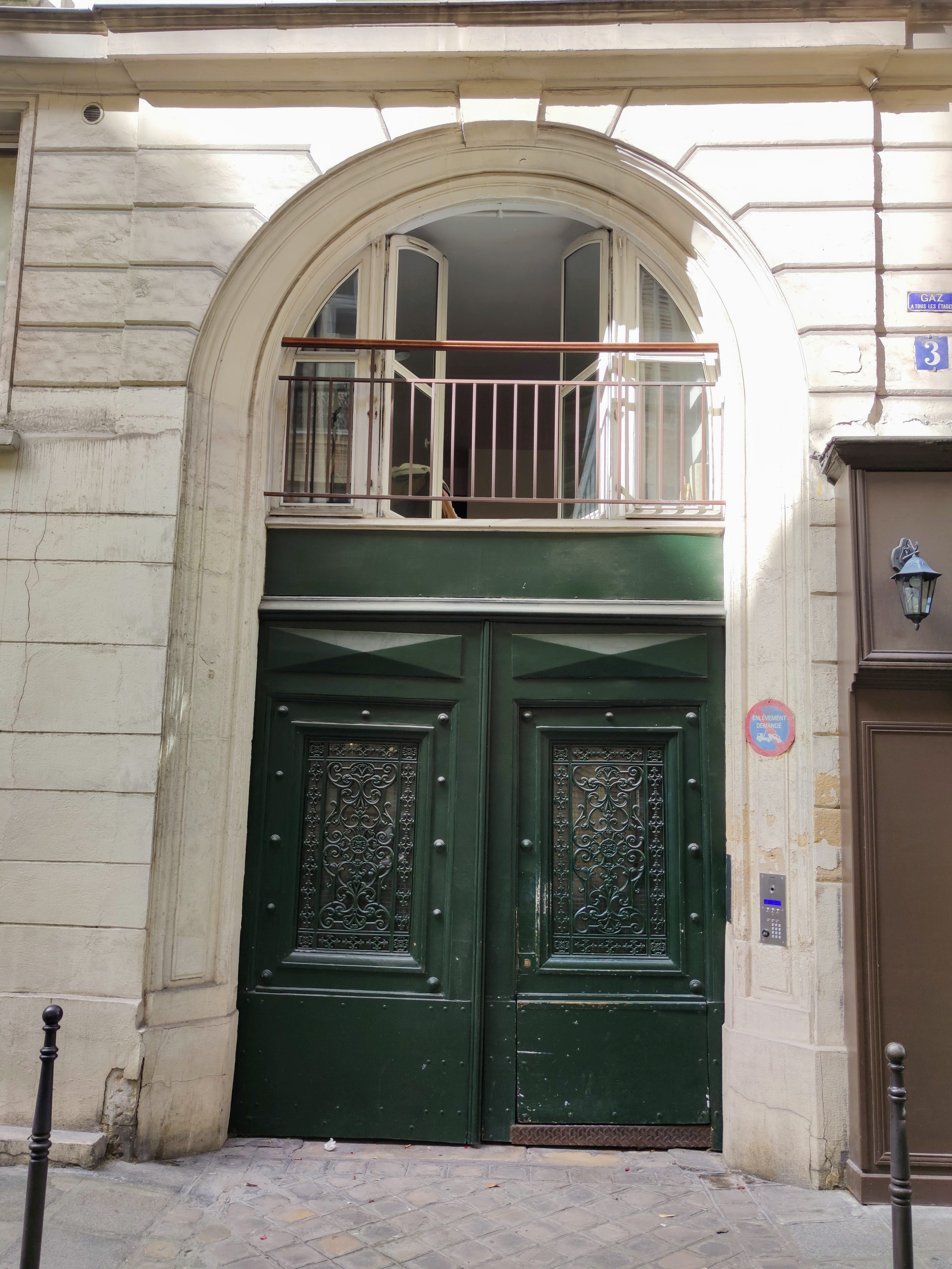
No 3.
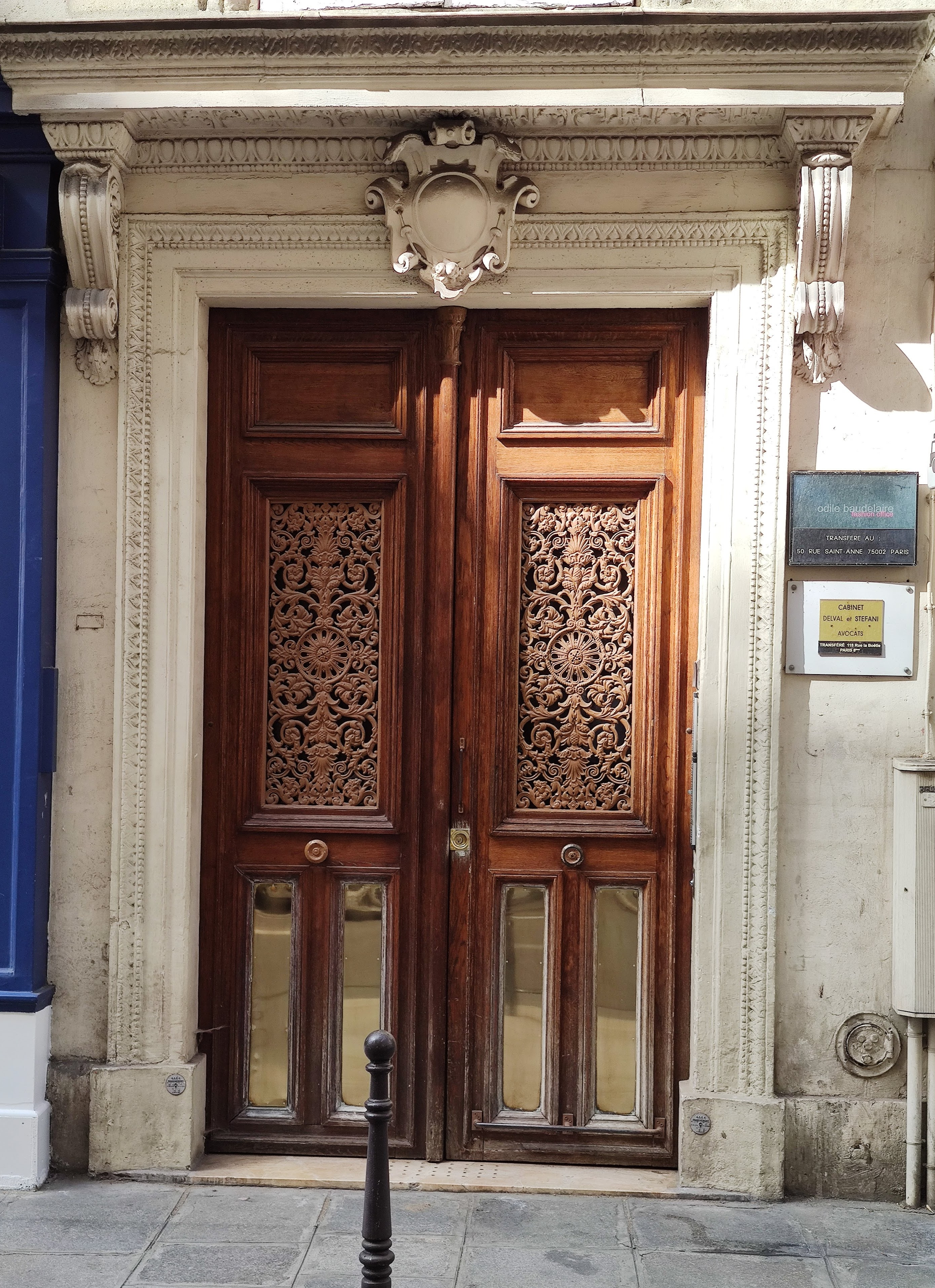
No 7.
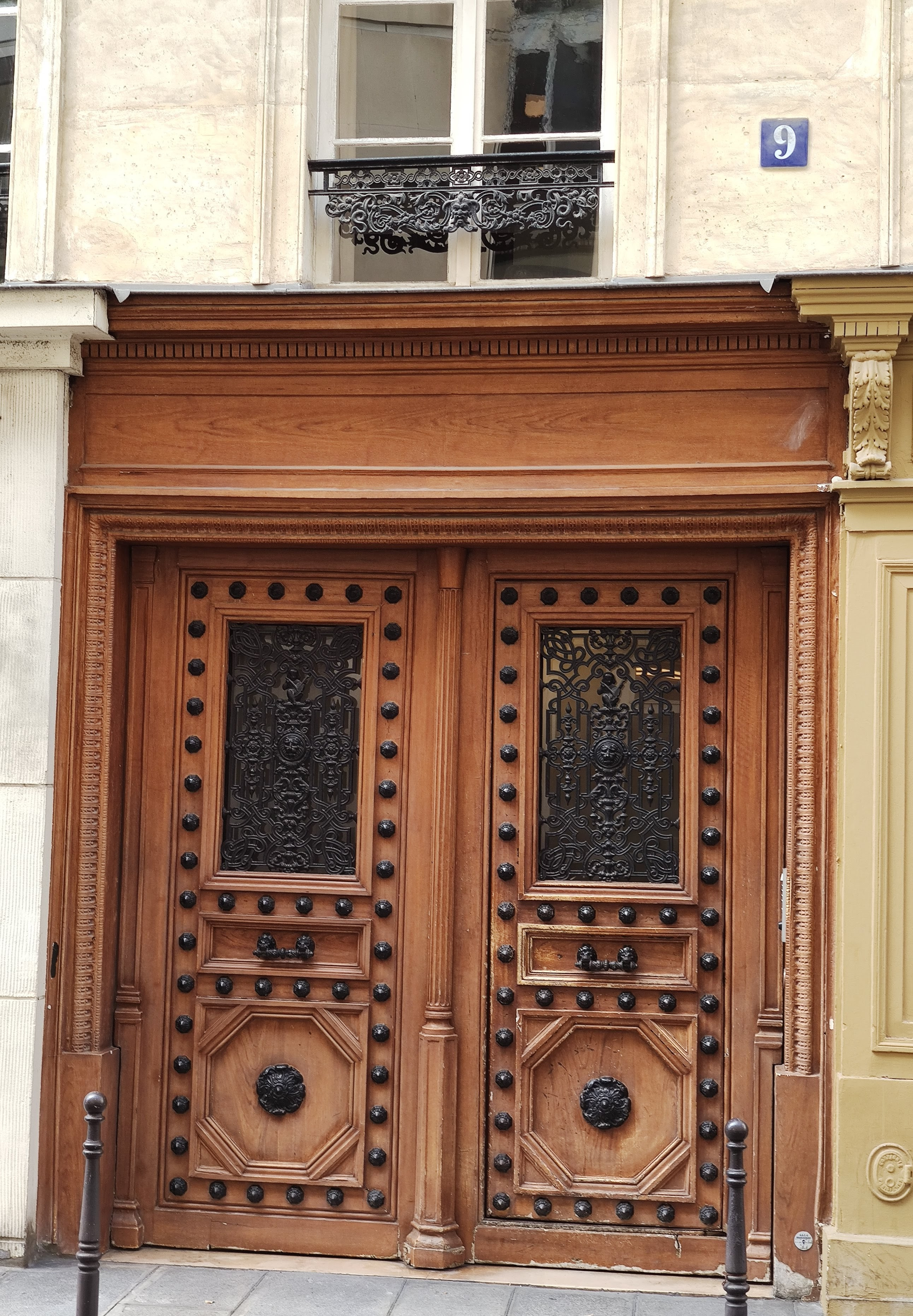
No 9.
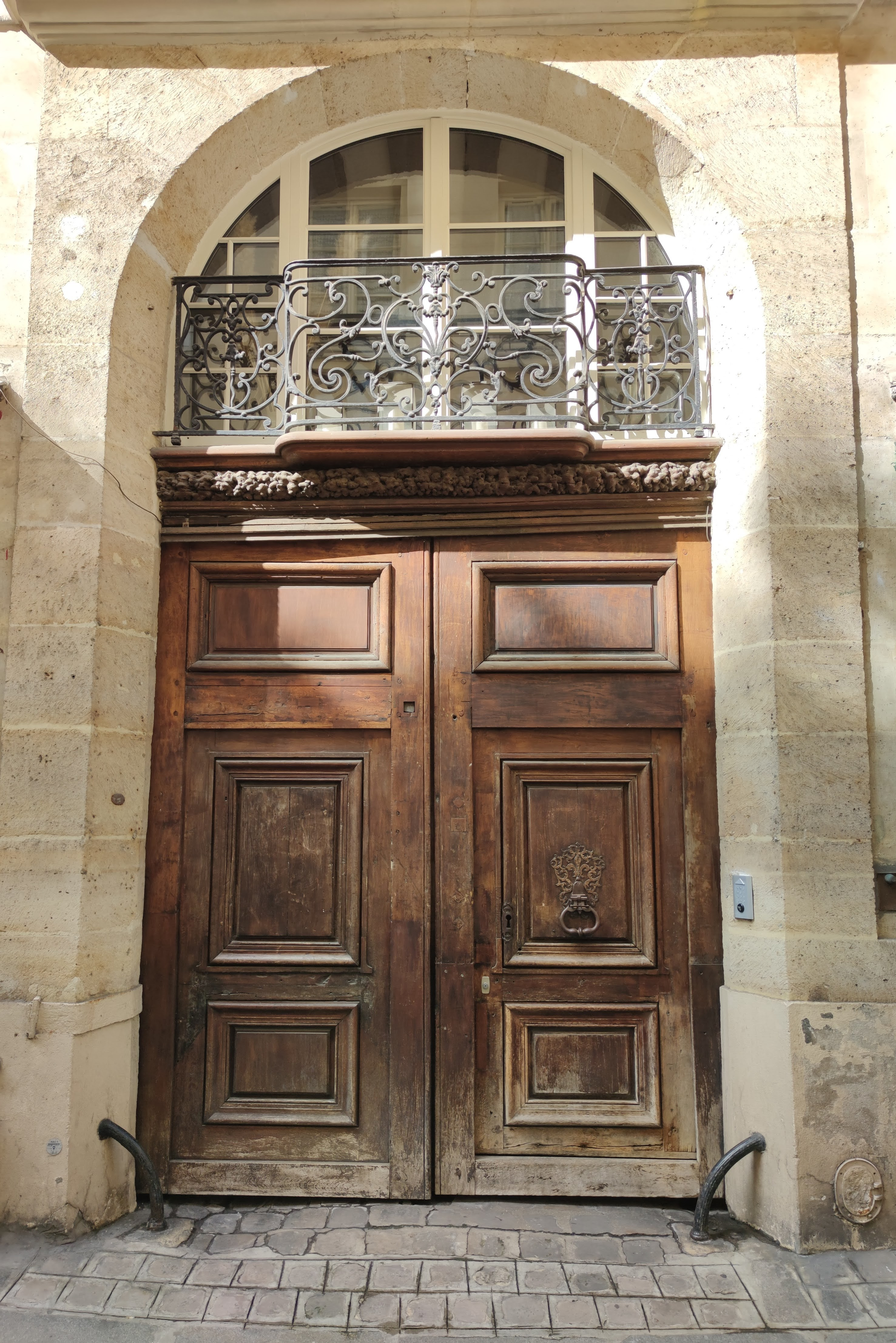
No 13.

## Pour approfondir